# 17e étape du Tour d'Espagne 2024
Pour un article plus général, voir Tour d'Espagne 2024.
La 17e étape du Tour d'Espagne 2024 se déroule le mercredi 4 septembre 2024 entre Arnuero et Santander en Cantabrie, sur une distance de 143 km.

## Parcours
Cette courte étape parcourant les routes cantabres se compose de trois parties. Une première partie plate d'une quarantaine de kilomètres au départ de la localité côtière d'Arnuero et plus précisément au pied du monument consacré à l'architecte João de Castilho (~1470-~1552). Le tracé grimpe alors deux cols de 2e catégorie de la Cordillère Cantabrique (l'Alto de la Estranguada et l'Alto del Caracol) avant de revenir vers la ville portuaire de Santander par un tracé redevenu plat pour les 50 derniers kilomètres.

## Déroulement de la course
Les Français Thibault Guernalec (Arkéa B&B Hotels) et Thomas Champion (Cofidis), le Danois Jonas Gregaard (Lotto Dstny) et l'Espagnol Xabier Isasa (Euskaltel Euskadi) attaquent dès le début de l'étape et forment rapidement l'échappée du jour. Le quatuor compte jusqu'à plus de quatre minutes d'avance sur le peloton. En fin d'étape disputée sous la pluie, les équipes des sprinteurs accélèrent le rythme du peloton et fondent sur les échappés. Victor Campenaerts (Lotto Dstny) sort du peloton et revient seul sur les deux derniers fuyards à 2 km de l'arrivée. Cependant, le peloton rejoint les attaquants aux 200 mètres et le nouveau maillot vert Kaden Groves remporte au sprint un troisième succès sur la Vuelta 2024.

## Résultats

### Classement de l'étape
| \| Classement de l'étape \| Classement de l'étape \| Classement de l'étape \| Classement de l'étape \| Classement de l'étape \| \| Coureur \| Coureur \| Pays \| Équipe \| Temps \| \| --------------------- \| --------------------- \| --------------------- \| ------------------------- \| --------------------- \| \| 1er \| Kaden Groves \| Australie \| Alpecin-Deceuninck \| 3 h 32 min 14 s \| \| 2e \| Pavel Bittner \| Tchéquie \| Team dsm-firmenich PostNL \| + 0 s \| \| 3e \| Vito Braet \| Belgique \| Intermarché-Wanty \| + 0 s \| \| 4e \| Pau Miquel \| Espagne \| Equipo Kern Pharma \| + 0 s \| \| 5e \| Corbin Strong \| Nouvelle-Zélande \| Israel-Premier Tech \| + 0 s \| \| 6e \| Victor Campenaerts \| Belgique \| Lotto Dstny \| + 0 s \| \| 7e \| Edward Planckaert \| Belgique \| Alpecin-Deceuninck \| + 0 s \| \| 8e \| Mathis Le Berre \| France \| Arkéa-B&B Hotels \| + 0 s \| \| 9e \| Arjen Livyns \| Belgique \| Lotto Dstny \| + 0 s \| \| 10e \| Xabier Berasategi \| Espagne \| Euskaltel-Euskadi \| + 0 s \| |                    |                  |                           |                 |
| |                    |                  |                           |                 |
| Source : ProCyclingStats |                    |                  |                           |                 |
| Classement de l'étape |                    |                  |                           |                 |
| Coureur | Coureur            | Pays             | Équipe                    | Temps           |
| 1er | Kaden Groves       | Australie        | Alpecin-Deceuninck        | 3 h 32 min 14 s |
| 2e | Pavel Bittner      | Tchéquie         | Team dsm-firmenich PostNL | + 0 s           |
| 3e | Vito Braet         | Belgique         | Intermarché-Wanty         | + 0 s           |
| 4e | Pau Miquel         | Espagne          | Equipo Kern Pharma        | + 0 s           |
| 5e | Corbin Strong      | Nouvelle-Zélande | Israel-Premier Tech       | + 0 s           |
| 6e | Victor Campenaerts | Belgique         | Lotto Dstny               | + 0 s           |
| 7e | Edward Planckaert  | Belgique         | Alpecin-Deceuninck        | + 0 s           |
| 8e | Mathis Le Berre    | France           | Arkéa-B&B Hotels          | + 0 s           |
| 9e | Arjen Livyns       | Belgique         | Lotto Dstny               | + 0 s           |
| 10e | Xabier Berasategi  | Espagne          | Euskaltel-Euskadi         | + 0 s           |

### Points attribués pour le classement par points
| Sprint intermédiaire Arce (km 117,7) | Sprint intermédiaire Arce (km 117,7) | Sprint intermédiaire Arce (km 117,7) | Sprint intermédiaire Arce (km 117,7) | Sprint intermédiaire Arce (km 117,7) |
| ------------------------------------ | ------------------------------------ | ------------------------------------ | ------------------------------------ | ------------------------------------ |
|                                      | Coureur                              | Pays                                 | Équipe                               | Point(s)                             |
| 1er                                  | Thomas Champion                      | France                               | Cofidis                              | 20                                   |
| 2e                                   | Jonas Gregaard                       | Danemark                             | Lotto Dstny                          | 17                                   |
| 3e                                   | Thibault Guernalec                   | France                               | Arkéa-B&B Hotels                     | 15                                   |
| 4e                                   | Xabier Isasa                         | Espagne                              | Euskaltel-Euskadi                    | 13                                   |
| 5e                                   | Kaden Groves                         | Australie                            | Alpecin-Deceuninck                   | 10                                   |
| modifier                             |                                      |                                      |                                      |                                      |

| Arrivée d'étape Santander (km 141,5) | Arrivée d'étape Santander (km 141,5) | Arrivée d'étape Santander (km 141,5) | Arrivée d'étape Santander (km 141,5) | Arrivée d'étape Santander (km 141,5) |
| ------------------------------------ | ------------------------------------ | ------------------------------------ | ------------------------------------ | ------------------------------------ |
|                                      | Coureur                              | Pays                                 | Équipe                               | Point(s)                             |
| 1er                                  | Kaden Groves                         | Australie                            | Alpecin-Deceuninck                   | 30                                   |
| 2e                                   | Pavel Bittner                        | République tchèque                   | Team dsm-firmenich PostNL            | 25                                   |
| 3e                                   | Vito Braet                           | Belgique                             | Intermarché-Wanty                    | 22                                   |
| 4e                                   | Pau Miquel                           | Espagne                              | Equipo Kern Pharma                   | 19                                   |
| 5e                                   | Corbin Strong                        | Nouvelle-Zélande                     | Israel-Premier Tech                  | 17                                   |
| 6e                                   | Victor Campenaerts                   | Belgique                             | Lotto Dstny                          | 15                                   |
| 7e                                   | Edward Planckaert                    | Belgique                             | Alpecin-Deceuninck                   | 13                                   |
| 8e                                   | Mathis Le Berre                      | France                               | Arkéa-B&B Hotels                     | 11                                   |
| 9e                                   | Arjen Livyns                         | Belgique                             | Lotto Dstny                          | 9                                    |
| 10e                                  | Xabier Berasategi                    | Espagne                              | Euskaltel-Euskadi                    | 7                                    |
| 11e                                  | Mauro Schmid                         | Suisse                               | Team Jayco AlUla                     | 6                                    |
| 12e                                  | Max Poole                            | Grande-Bretagne                      | Team dsm-firmenich PostNL            | 5                                    |
| 13e                                  | Jhonatan Narváez                     | Équateur                             | Ineos Grenadiers                     | 4                                    |
| 14e                                  | Filippo Baroncini                    | Italie                               | UAE Team Emirates                    | 3                                    |
| 15e                                  | Carlos Canal                         | Espagne                              | Movistar Team                        | 2                                    |
| modifier                             |                                      |                                      |                                      |                                      |

### Points attribués pour le classement du meilleur grimpeur
| Alto de la Estranguada (km 54,8) 2e catégorie (5,5 km à 8,7%) | Alto de la Estranguada (km 54,8) 2e catégorie (5,5 km à 8,7%) | Alto de la Estranguada (km 54,8) 2e catégorie (5,5 km à 8,7%) | Alto de la Estranguada (km 54,8) 2e catégorie (5,5 km à 8,7%) | Alto de la Estranguada (km 54,8) 2e catégorie (5,5 km à 8,7%) |
| ------------------------------------------------------------- | ------------------------------------------------------------- | ------------------------------------------------------------- | ------------------------------------------------------------- | ------------------------------------------------------------- |
|                                                               | Coureur                                                       | Pays                                                          | Équipe                                                        | Point(s)                                                      |
| 1er                                                           | Jonas Gregaard                                                | Danemark                                                      | Lotto Dstny                                                   | 5                                                             |
| 2e                                                            | Thibault Guernalec                                            | France                                                        | Arkéa-B&B Hotels                                              | 3                                                             |
| 3e                                                            | Thomas Champion                                               | France                                                        | Cofidis                                                       | 1                                                             |
| modifier                                                      |                                                               |                                                               |                                                               |                                                               |

| Alto del Caracol (km 70,4) 2e catégorie (7,2 km à 6,2%) | Alto del Caracol (km 70,4) 2e catégorie (7,2 km à 6,2%) | Alto del Caracol (km 70,4) 2e catégorie (7,2 km à 6,2%) | Alto del Caracol (km 70,4) 2e catégorie (7,2 km à 6,2%) | Alto del Caracol (km 70,4) 2e catégorie (7,2 km à 6,2%) |
| ------------------------------------------------------- | ------------------------------------------------------- | ------------------------------------------------------- | ------------------------------------------------------- | ------------------------------------------------------- |
|                                                         | Coureur                                                 | Pays                                                    | Équipe                                                  | Point(s)                                                |
| 1er                                                     | Jonas Gregaard                                          | Danemark                                                | Lotto Dstny                                             | 5                                                       |
| 2e                                                      | Thibault Guernalec                                      | France                                                  | Arkéa-B&B Hotels                                        | 3                                                       |
| 3e                                                      | Thomas Champion                                         | France                                                  | Cofidis                                                 | 1                                                       |
| modifier                                                |                                                         |                                                         |                                                         |                                                         |

### Bonifications
|   | Coureur            | Pays     | Équipe           | Secondes |
| - | ------------------ | -------- | ---------------- | -------- |
| 1 | Thomas Champion    | France   | Cofidis          | 6 s      |
| 2 | Jonas Gregaard     | Danemark | Lotto Dstny      | 4 s      |
| 3 | Thibault Guernalec | France   | Arkéa-B&B Hotels | 2 s      |

|   | Coureur       | Pays               | Équipe                    | Secondes |
| - | ------------- | ------------------ | ------------------------- | -------- |
| 1 | Kaden Groves  | Australie          | Alpecin-Deceuninck        | 10 s     |
| 2 | Pavel Bittner | République tchèque | Team dsm-firmenich PostNL | 6 s      |
| 3 | Vito Braet    | Belgique           | Intermarché-Wanty         | 4 s      |

### Prix de la combativité
- Xabier Isasa (Euskaltel-Euskadi)

## Classements à l'issue de l'étape

### Classement général
| \| Classement général \| Classement général \| Classement général \| Classement général \| Classement général \| \| Coureur \| Coureur \| Pays \| Équipe \| Temps \| \| ------------------ \| ------------------ \| ------------------ \| -------------------------- \| ------------------ \| \| 1er \| Ben O'Connor \| Australie \| Decathlon-AG2R La Mondiale \| 68 h 41 min 14 s \| \| 2e \| Primož Roglič \| Slovénie \| Red Bull-Bora-Hansgrohe \| + 5 s \| \| 3e \| Enric Mas \| Espagne \| Movistar Team \| + 1 min 25 s \| \| 4e \| Richard Carapaz \| Équateur \| EF Education-EasyPost \| + 1 min 46 s \| \| 5e \| Mikel Landa \| Espagne \| Soudal Quick-Step \| + 2 min 18 s \| \| 6e \| David Gaudu \| France \| Groupama-FDJ \| + 3 min 48 s \| \| 7e \| Carlos Rodríguez \| Espagne \| Ineos Grenadiers \| + 3 min 53 s \| \| 8e \| Mattias Skjelmose \| Danemark \| Lidl-Trek \| + 4 min 00 s \| \| 9e \| Florian Lipowitz \| Allemagne \| Red Bull-Bora-Hansgrohe \| + 4 min 27 s \| \| 10e \| Pavel Sivakov \| France \| UAE Team Emirates \| + 5 min 19 s \| |                   |           |                            |                  |
| |                   |           |                            |                  |
| Source : ProCyclingStats |                   |           |                            |                  |
| Classement général |                   |           |                            |                  |
| Coureur | Coureur           | Pays      | Équipe                     | Temps            |
| 1er | Ben O'Connor      | Australie | Decathlon-AG2R La Mondiale | 68 h 41 min 14 s |
| 2e | Primož Roglič     | Slovénie  | Red Bull-Bora-Hansgrohe    | + 5 s            |
| 3e | Enric Mas         | Espagne   | Movistar Team              | + 1 min 25 s     |
| 4e | Richard Carapaz   | Équateur  | EF Education-EasyPost      | + 1 min 46 s     |
| 5e | Mikel Landa       | Espagne   | Soudal Quick-Step          | + 2 min 18 s     |
| 6e | David Gaudu       | France    | Groupama-FDJ               | + 3 min 48 s     |
| 7e | Carlos Rodríguez  | Espagne   | Ineos Grenadiers           | + 3 min 53 s     |
| 8e | Mattias Skjelmose | Danemark  | Lidl-Trek                  | + 4 min 00 s     |
| 9e | Florian Lipowitz  | Allemagne | Red Bull-Bora-Hansgrohe    | + 4 min 27 s     |
| 10e | Pavel Sivakov     | France    | UAE Team Emirates          | + 5 min 19 s     |

| Classement par points | Classement par points | Classement par points | Classement par points     | Classement par points |
| Coureur               | Coureur               | Pays                  | Équipe                    | Points                |
| --------------------- | --------------------- | --------------------- | ------------------------- | --------------------- |
| 1er                   | Kaden Groves          | Australie             | Alpecin-Deceuninck        | 222 pts               |
| 2e                    | Pavel Bittner         | Tchéquie              | Team dsm-firmenich PostNL | 106 pts               |
| 3e                    | Harold Tejada         | Colombie              | Astana Qazaqstan Team     | 95 pts                |
| 4e                    | Pablo Castrillo       | Espagne               | Equipo Kern Pharma        | 93 pts                |
| 5e                    | Max Poole             | Royaume-Uni           | Team dsm-firmenich PostNL | 86 pts                |
| 6e                    | Marc Soler            | Espagne               | UAE Team Emirates         | 82 pts                |
| 7e                    | Corbin Strong         | Nouvelle-Zélande      | Israel-Premier Tech       | 81 pts                |
| 8e                    | Primož Roglič         | Slovénie              | Red Bull-Bora-Hansgrohe   | 78 pts                |
| 9e                    | Pau Miquel            | Espagne               | Equipo Kern Pharma        | 78 pts                |
| 10e                   | Stefan Küng           | Suisse                | Groupama-FDJ              | 74 pts                |

| Classement par points | Classement par points | Classement par points | Classement par points     | Classement par points |
| Coureur               | Coureur               | Pays                  | Équipe                    | Points                |
| --------------------- | --------------------- | --------------------- | ------------------------- | --------------------- |
| 1er                   | Kaden Groves          | Australie             | Alpecin-Deceuninck        | 222 pts               |
| 2e                    | Pavel Bittner         | Tchéquie              | Team dsm-firmenich PostNL | 106 pts               |
| 3e                    | Harold Tejada         | Colombie              | Astana Qazaqstan Team     | 95 pts                |
| 4e                    | Pablo Castrillo       | Espagne               | Equipo Kern Pharma        | 93 pts                |
| 5e                    | Max Poole             | Royaume-Uni           | Team dsm-firmenich PostNL | 86 pts                |
| 6e                    | Marc Soler            | Espagne               | UAE Team Emirates         | 82 pts                |
| 7e                    | Corbin Strong         | Nouvelle-Zélande      | Israel-Premier Tech       | 81 pts                |
| 8e                    | Primož Roglič         | Slovénie              | Red Bull-Bora-Hansgrohe   | 78 pts                |
| 9e                    | Pau Miquel            | Espagne               | Equipo Kern Pharma        | 78 pts                |
| 10e                   | Stefan Küng           | Suisse                | Groupama-FDJ              | 74 pts                |

| Classement de la montagne | Classement de la montagne | Classement de la montagne | Classement de la montagne | Classement de la montagne |
| Coureur                   | Coureur                   | Pays                      | Équipe                    | Points                    |
| ------------------------- | ------------------------- | ------------------------- | ------------------------- | ------------------------- |
| 1er                       | Jay Vine                  | Australie                 | UAE Team Emirates         | 56 pts                    |
| 2e                        | Marc Soler                | Espagne                   | UAE Team Emirates         | 42 pts                    |
| 3e                        | Pablo Castrillo           | Espagne                   | Equipo Kern Pharma        | 37 pts                    |
| 4e                        | Filippo Zana              | Italie                    | Team Jayco AlUla          | 27 pts                    |
| 5e                        | Marco Frigo               | Italie                    | Israel-Premier Tech       | 26 pts                    |
| 6e                        | Adam Yates                | Royaume-Uni               | UAE Team Emirates         | 22 pts                    |
| 7e                        | Aleksandr Vlasov          | Bannière neutre           | Red Bull-Bora-Hansgrohe   | 19 pts                    |
| 8e                        | Max Poole                 | Royaume-Uni               | Team dsm-firmenich PostNL | 19 pts                    |
| 9e                        | Primož Roglič             | Slovénie                  | Red Bull-Bora-Hansgrohe   | 18 pts                    |
| 10e                       | David Gaudu               | France                    | Groupama-FDJ              | 18 pts                    |

| Classement de la montagne | Classement de la montagne | Classement de la montagne | Classement de la montagne | Classement de la montagne |
| Coureur                   | Coureur                   | Pays                      | Équipe                    | Points                    |
| ------------------------- | ------------------------- | ------------------------- | ------------------------- | ------------------------- |
| 1er                       | Jay Vine                  | Australie                 | UAE Team Emirates         | 56 pts                    |
| 2e                        | Marc Soler                | Espagne                   | UAE Team Emirates         | 42 pts                    |
| 3e                        | Pablo Castrillo           | Espagne                   | Equipo Kern Pharma        | 37 pts                    |
| 4e                        | Filippo Zana              | Italie                    | Team Jayco AlUla          | 27 pts                    |
| 5e                        | Marco Frigo               | Italie                    | Israel-Premier Tech       | 26 pts                    |
| 6e                        | Adam Yates                | Royaume-Uni               | UAE Team Emirates         | 22 pts                    |
| 7e                        | Aleksandr Vlasov          | Bannière neutre           | Red Bull-Bora-Hansgrohe   | 19 pts                    |
| 8e                        | Max Poole                 | Royaume-Uni               | Team dsm-firmenich PostNL | 19 pts                    |
| 9e                        | Primož Roglič             | Slovénie                  | Red Bull-Bora-Hansgrohe   | 18 pts                    |
| 10e                       | David Gaudu               | France                    | Groupama-FDJ              | 18 pts                    |

| Classement du meilleur jeune | Classement du meilleur jeune | Classement du meilleur jeune | Classement du meilleur jeune | Classement du meilleur jeune |
| Coureur                      | Coureur                      | Pays                         | Équipe                       | Temps                        |
| ---------------------------- | ---------------------------- | ---------------------------- | ---------------------------- | ---------------------------- |
| 1er                          | Carlos Rodríguez             | Espagne                      | Ineos Grenadiers             | 68 h 45 min 07 s             |
| 2e                           | Mattias Skjelmose            | Danemark                     | Lidl-Trek                    | + 7 s                        |
| 3e                           | Florian Lipowitz             | Allemagne                    | Red Bull-Bora-Hansgrohe      | + 34 s                       |
| 4e                           | Matthew Riccitello           | États-Unis                   | Israel-Premier Tech          | + 58 min 52 s                |
| 5e                           | Max Poole                    | Royaume-Uni                  | Team dsm-firmenich PostNL    | + 1 h 12 min 18 s            |
| 6e                           | Giovanni Aleotti             | Italie                       | Red Bull-Bora-Hansgrohe      | + 1 h 22 min 51 s            |
| 7e                           | Isaac Del Toro               | Mexique                      | UAE Team Emirates            | + 1 h 26 min 49 s            |
| 8e                           | Valentin Paret-Peintre       | France                       | Decathlon-AG2R La Mondiale   | + 1 h 32 min 04 s            |
| 9e                           | Mauri Vansevenant            | Belgique                     | Soudal Quick-Step            | + 1 h 33 min 35 s            |
| 10e                          | William Junior Lecerf        | Belgique                     | Soudal Quick-Step            | + 1 h 36 min 48 s            |

| Classement du meilleur jeune | Classement du meilleur jeune | Classement du meilleur jeune | Classement du meilleur jeune | Classement du meilleur jeune |
| Coureur                      | Coureur                      | Pays                         | Équipe                       | Temps                        |
| ---------------------------- | ---------------------------- | ---------------------------- | ---------------------------- | ---------------------------- |
| 1er                          | Carlos Rodríguez             | Espagne                      | Ineos Grenadiers             | 68 h 45 min 07 s             |
| 2e                           | Mattias Skjelmose            | Danemark                     | Lidl-Trek                    | + 7 s                        |
| 3e                           | Florian Lipowitz             | Allemagne                    | Red Bull-Bora-Hansgrohe      | + 34 s                       |
| 4e                           | Matthew Riccitello           | États-Unis                   | Israel-Premier Tech          | + 58 min 52 s                |
| 5e                           | Max Poole                    | Royaume-Uni                  | Team dsm-firmenich PostNL    | + 1 h 12 min 18 s            |
| 6e                           | Giovanni Aleotti             | Italie                       | Red Bull-Bora-Hansgrohe      | + 1 h 22 min 51 s            |
| 7e                           | Isaac Del Toro               | Mexique                      | UAE Team Emirates            | + 1 h 26 min 49 s            |
| 8e                           | Valentin Paret-Peintre       | France                       | Decathlon-AG2R La Mondiale   | + 1 h 32 min 04 s            |
| 9e                           | Mauri Vansevenant            | Belgique                     | Soudal Quick-Step            | + 1 h 33 min 35 s            |
| 10e                          | William Junior Lecerf        | Belgique                     | Soudal Quick-Step            | + 1 h 36 min 48 s            |

| Classement par équipes | Classement par équipes     | Classement par équipes | Classement par équipes |
| Équipe                 | Équipe                     | Pays                   | Temps                  |
| ---------------------- | -------------------------- | ---------------------- | ---------------------- |
| 1re                    | UAE Team Emirates          | Émirats arabes unis    | 205 h 35 min 17 s      |
| 2e                     | Red Bull-Bora-Hansgrohe    | Allemagne              | + 43 min 00 s          |
| 3e                     | Decathlon-AG2R La Mondiale | France                 | + 1 h 20 min 18 s      |
| 4e                     | Team Visma \| Lease a Bike | Pays-Bas               | + 1 h 30 min 39 s      |
| 5e                     | Soudal Quick-Step          | Belgique               | + 1 h 50 min 28 s      |
| 6e                     | Groupama-FDJ               | France                 | + 1 h 59 min 52 s      |
| 7e                     | Lidl-Trek                  | États-Unis             | + 2 h 08 min 53 s      |
| 8e                     | Ineos Grenadiers           | Royaume-Uni            | + 2 h 20 min 26 s      |
| 9e                     | Israel-Premier Tech        | Israël                 | + 2 h 30 min 02 s      |
| 10e                    | Movistar Team              | Espagne                | + 2 h 35 min 35 s      |

| Classement par équipes | Classement par équipes     | Classement par équipes | Classement par équipes |
| Équipe                 | Équipe                     | Pays                   | Temps                  |
| ---------------------- | -------------------------- | ---------------------- | ---------------------- |
| 1re                    | UAE Team Emirates          | Émirats arabes unis    | 205 h 35 min 17 s      |
| 2e                     | Red Bull-Bora-Hansgrohe    | Allemagne              | + 43 min 00 s          |
| 3e                     | Decathlon-AG2R La Mondiale | France                 | + 1 h 20 min 18 s      |
| 4e                     | Team Visma \| Lease a Bike | Pays-Bas               | + 1 h 30 min 39 s      |
| 5e                     | Soudal Quick-Step          | Belgique               | + 1 h 50 min 28 s      |
| 6e                     | Groupama-FDJ               | France                 | + 1 h 59 min 52 s      |
| 7e                     | Lidl-Trek                  | États-Unis             | + 2 h 08 min 53 s      |
| 8e                     | Ineos Grenadiers           | Royaume-Uni            | + 2 h 20 min 26 s      |
| 9e                     | Israel-Premier Tech        | Israël                 | + 2 h 30 min 02 s      |
| 10e                    | Movistar Team              | Espagne                | + 2 h 35 min 35 s      |

### Sanctions au classement UCI
|  |

| Coureur           | Pays     | Équipe             | Points      |
| ----------------- | -------- | ------------------ | ----------- |
| Edward Planckaert | Belgique | Alpecin-Deceuninck | - 10 points |

## Abandons
Deux coureurs ont abandonné au cours de l'étape : 
- Sander De Pestel (Decathlon AG2R La Mondiale) : non-partant
- Michael Woods (Israel-Premier Tech) : non-partant